# Česká národní banka

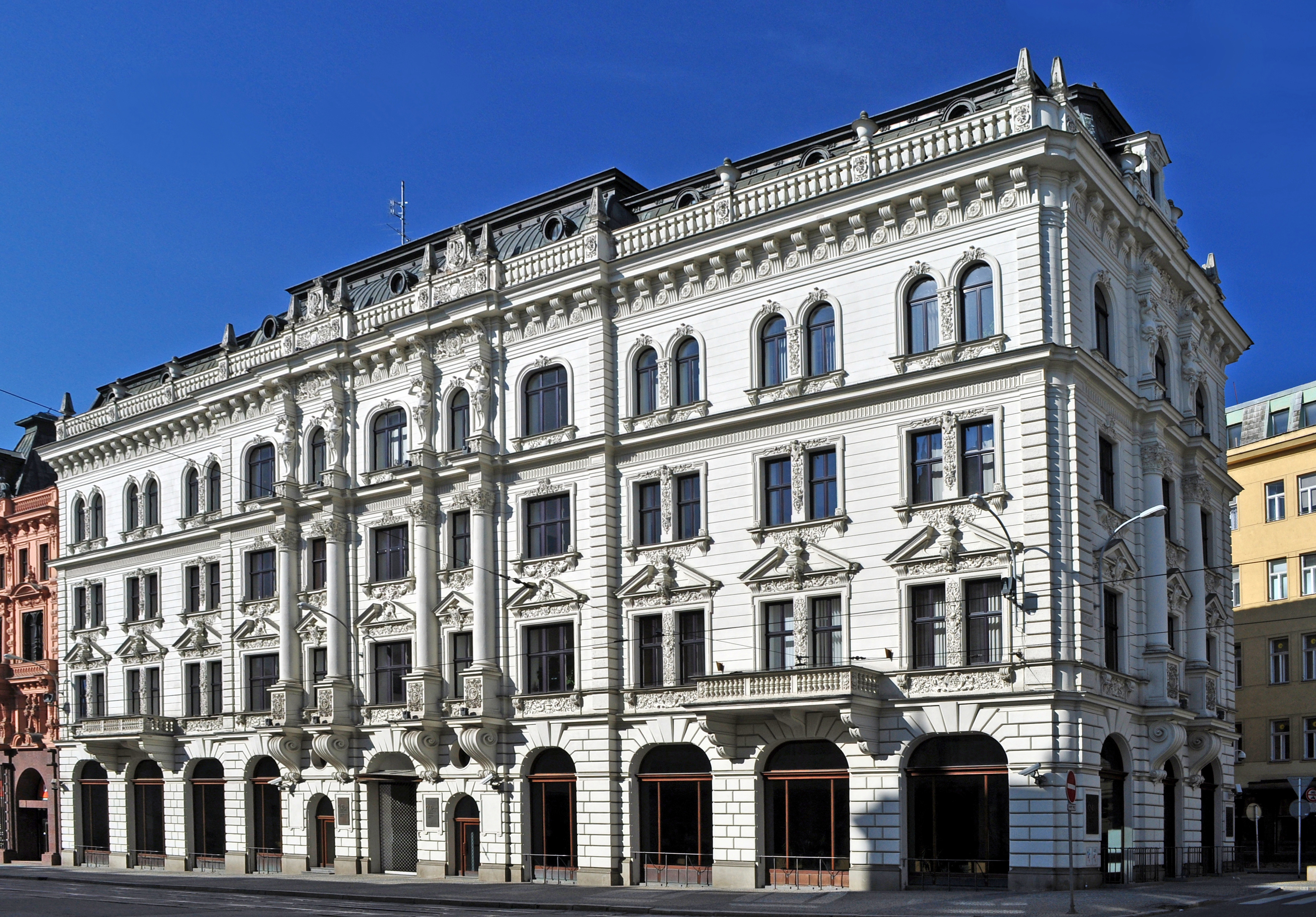
Budova pobočky ČNB v Brně

Česká národní banka (ČNB) je centrální banka České republiky a orgán, který vykonává dohled nad finančním trhem v zemi. Česká národní banka vznikla v roce 1993 a je právnickou osobou veřejného práva se sídlem v Praze. Jsou jí svěřeny kompetence správního úřadu v rozsahu stanoveném zákonem, sama ale správním úřadem není. Hospodaří samostatně s vlastním majetkem. Do její činnosti lze zasahovat pouze na základě zákona.
Podle článku 98 Ústavy ČR a zákona č. 6/1993 Sb., o ČNB, ve znění pozdějších předpisů, je hlavním cílem její činnosti péče o cenovou stabilitu (dřívější znění Ústavy před tzv. euronovelou uvádělo jako hlavní cíl péči o měnovou stabilitu). Dosažení a udržení cenové stability, tj. vytváření nízkoinflačního prostředí v ekonomice, je trvalým příspěvkem centrální banky k vytváření podmínek pro udržitelný hospodářský růst. Předpokladem účinnosti měnových nástrojů vedoucích k cenové stabilitě je nezávislost centrální banky.
ČNB dále pečuje o finanční stabilitu a o bezpečné fungování finančního systému v ČR.
ČNB rovněž podporuje obecnou hospodářskou politiku vlády, pokud není tento vedlejší cíl v rozporu s cílem hlavním. V souladu s ním určuje měnovou politiku, vydává bankovky a mince v měně České republiky, jíž je koruna česká, řídí peněžní oběh, platební styk a zúčtování bank, vykonává dohled nad bankovním sektorem, kapitálovým trhem, pojišťovnictvím, penzijním připojištěním, družstevními záložnami a institucemi elektronických peněz. Dále provádí činnost podle zákona o ČNB a dalších právních předpisů.

## Úkoly ČNB
Mezi hlavní úkoly České národní banky patří:

### Měnová politika
Její deklarovanou úlohou je zajistit stabilitu cenového indexu (což není totožné jako stabilita cen). ČNB usiluje o plnění uvedené úlohy v rámci měnově politického režimu nazývaného cílování inflace. Rozhodování bankovní rady ČNB o nastavení základních úrokových sazeb vychází z aktuální makroekonomické prognózy a vyhodnocení rizik jejího nenaplnění. Změnami úrokových sazeb (tedy produkcí peněz) ovlivňuje centrální banka cenu peněz na trhu, čímž se pokouší dosáhnout předem stanoveného růstu peněžní zásoby a tedy i zvolené inflace. V období před vstupem do eurozóny budou inflační cíle orientovány na plnění maastrichtských konvergenčních kritérií v oblasti cenové stability a dlouhodobých úrokových sazeb. Po zavedení eura se ČNB vzdá samostatné měnové politiky ve prospěch Evropské centrální banky.

### Dohled nad finančním trhem
V souhrnu tzn. dohled nad bankovním sektorem, kapitálovým trhem, pojišťovnictvím a penzijním připojištěním, družstevními záložnami, devizový dohled a dohled nad institucemi elektronických peněz. ČNB stanoví pravidla, která chrání stabilitu celého finančního trhu. Systematicky reguluje, kontroluje, vyhodnocuje a popřípadě postihuje nedodržování stanovených pravidel. K integraci dohledu nad finančním trhem do jedné instituce (ČNB) došlo od 1. dubna 2006. ČNB tak převzala agendu bývalé Komise pro cenné papíry, Úřadu státního dozoru v pojišťovnictví a penzijním připojištění Ministerstva financí a Úřadu pro dohled nad družstevními záložnami.

### Emise oběživa a peněžní oběh

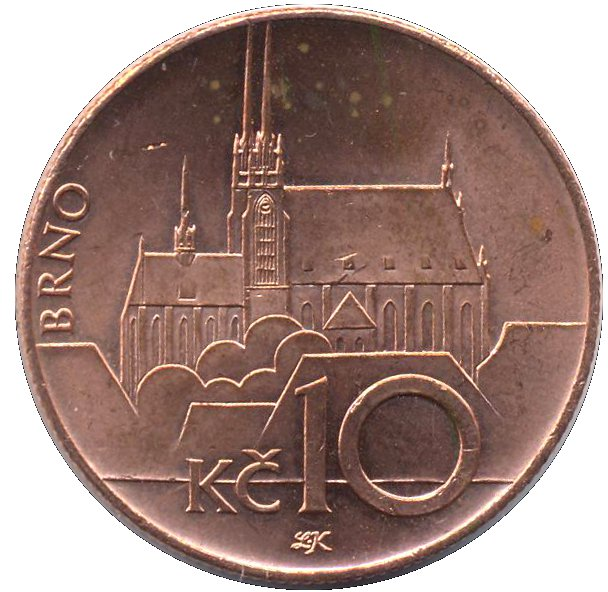
Lícová strana mince o nominální hodnotě 10 Kč

Česká národní banka má monopolní právo vydávat bankovky a mince koruny české (Kč), včetně bankovek a mincí pamětních. Dbá o plynulý a hospodárný peněžní oběh, spravuje zásoby peněz, stahuje z oběhu a ničí opotřebované bankovky a mince a vyměňuje poškozené peníze za nové. Zajišťuje technickou a uměleckou přípravu platidel, jejich výrobu a dodávky. Podílí se na přípravě právní a technické ochrany platidel proti padělání a na její realizaci. V rámci ochrany měny posuzuje a eviduje všechny peníze zadržené pro podezření z padělání.

### Devizová činnost
Do devizové činnosti patří především správa devizových rezerv, operace na devizovém trhu a devizová regulace. Správa devizových rezerv má za cíl udržovat a eventuálně zvyšovat hodnotu devizových rezerv, zabezpečovat devizovou likviditu země. Devizové rezervy se skládají z cenných papírů denominovaných v cizích měnách, hotovosti a zlata.
Mediálně nepopulární akcí ČNB v oblasti devizové činnosti se stal prodej více než 50 tun zlata z českého zlatého pokladu. Tento prodej proběhl postupně během let 1997 až 1998. Odůvodněn byl mimo jiné pravděpodobným poklesem hodnoty zlata na světových trzích, s ohledem na zvažovaný prodej zlatých rezerv zeměmi, které měly nově vstoupit do Evropské měnové unie (EMU).
Mezi nejvýznamnější devizové operace na domácích trzích patří devizové intervence, kterými se ČNB v případě potřeby snaží ovlivňovat výši kurzu koruny vůči ostatním měnám. Od listopadu 2013 používá ČNB devizové intervence k oslabení kurzu koruny „poblíž hladiny 27 CZK/EUR“, jako nástroj místo úrokových sazeb k plnění inflačního cíle. Výsledkem je výrazný vzrůst devizových rezerv.

### Platební styk a zúčtování bank
ČNB stanoví pravidla provádění platebního styku bankami i nebankovními subjekty. Zejména jde o lhůty zúčtování, pravidla pro vydávání a užívání elektronických platebních prostředků (např. platebních karet) a pro bezpečné fungování platebních systémů.
ČNB provozuje systém mezibankovního platebního styku CERTIS a dále systém trhu krátkodobých dluhopisů.
Vede také účty (ne běžné) a poskytuje služby platebního styku zejména státu a bankám.

#### Platba na telefonní číslo
Od listopadu 2023 Česká národní banka provozuje registr pro službu Platba na kontakt (samotnou službu poskytují komerční banky). 
Registr uchovává profily tvořené číslem účtu, mobilním telefonním číslem a názvem účtu. Platební příkaz pak místo čísla účtu příjemce může obsahovat jeho telefonní číslo, které se přepošle ČNB. Pokud Registr na základě telefonního čísla najde odpovídající profil, vrátí komerční bance číslo účtu a název účtu příjemce. Se znalostí čísla účtu pak zasílá komerční banka příkaz k úhradě do systému CERTIS, nebo jej zúčtuje sama (pokud mají oba účastníci účet u téže banky).
V Registru je možné uchovávat k jednomu číslu účtu více telefonních čísel, avšak k jednomu telefonnímu číslu nelze přiřadit více čísel účtů. Maximální limit pro částku jedné platby je 5 000 Kč. Službu si za první měsíc od spuštění aktivovalo přes 400.000 lidí.

### Banka státu
ČNB poskytuje bankovní služby pro stát a veřejný sektor. Vede účty
- organizačním složkám státu,
- příspěvkovým organizacím zřízeným organizačními složkami státu,
- státním fondům a Národnímu fondu,
- státní organizaci Správa železnic,
- územním samosprávným celkům (obcím, krajům) a dobrovolným svazkům obcí,
- veřejným výzkumným institucím,
- veřejným vysokým školám,
- zdravotním pojišťovnám a svazům zdravotních pojišťoven.[12]

Dále vede účty napojené na rozpočet Evropských společenství apod. Na základě pověření Ministerstva financí provádí operace spojené se státními cennými papíry. Banka je politicky nezávislá (její nezávislost garantuje Ústava, zákon o ČNB a postavení bankovní rady); zodpovídá se dvakrát ročně Poslanecké sněmovně.

## Řízení

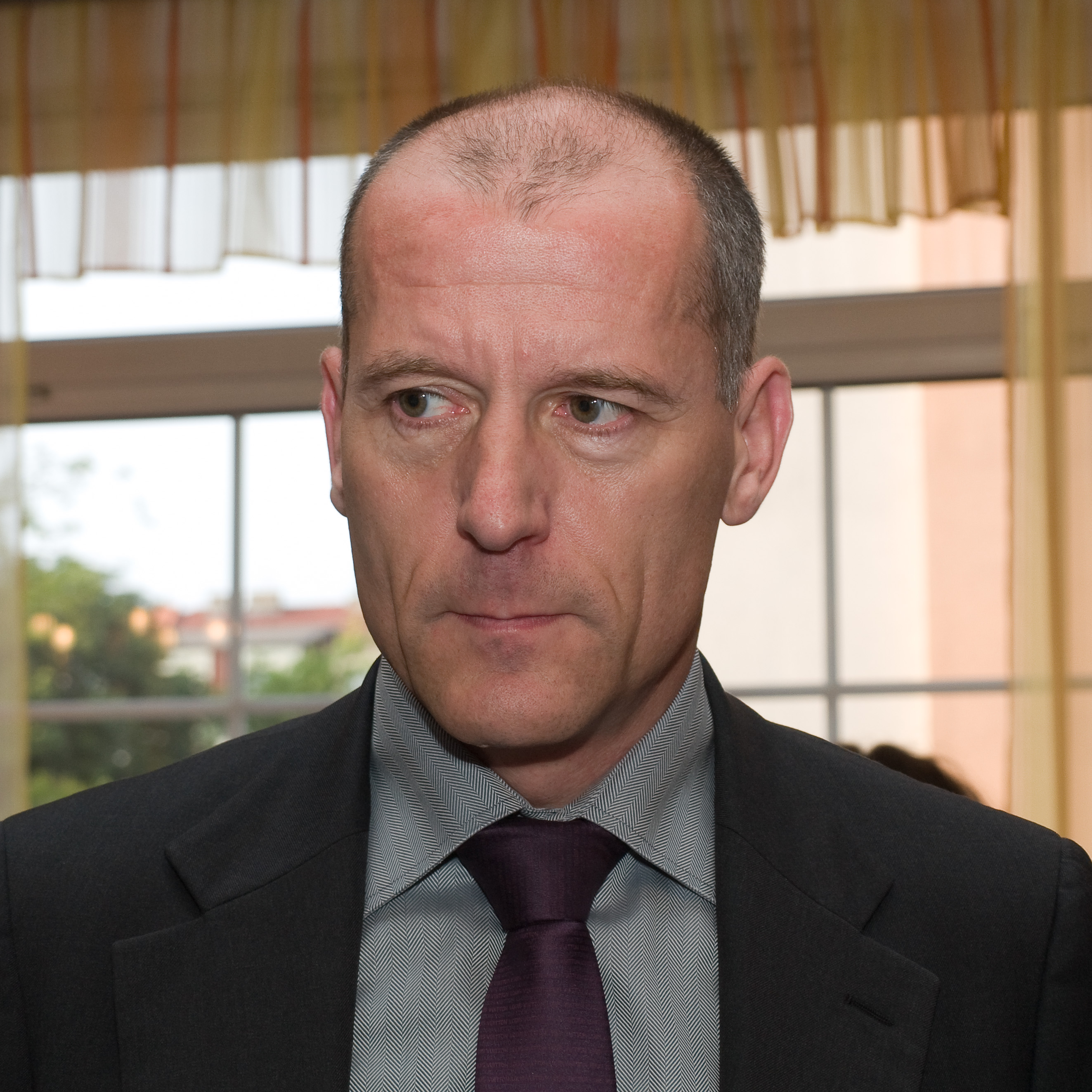
Zdeněk Tůma byl guvernérem ČNB v letech 2000–2010

Nejvyšším řídícím orgánem České národní banky je sedmičlenná Bankovní rada. Jejími členy jsou guvernér České národní banky, dva viceguvernéři a další čtyři členové bankovní rady. Členy bankovní rady na dobu 6 let jmenuje prezident republiky (bez nutnosti kontrasignace nebo souhlasu jiného ústavního orgánu), který je také může odvolat. Odvoláni však mohou být jen pokud přestanou splňovat zákonné podmínky výkonu funkce nebo pokud se dopustí vážného pochybení. Odvolání na rozdíl od jmenování členů bankovní rady probíhá v režimu čl. 63 (3) Ústavy, prezident republiky tedy k platnosti svého rozhodnutí potřebuje spolupodpis (kontrasignaci) předsedy vlády nebo jím pověřeného člena vlády. Podmínkami pro jmenování je svéprávnost, bezúhonnost, vysokoškolské vzdělání a zkušenosti a uznávanost v měnových záležitostech nebo v oblasti finančního trhu. Nikdo nesmí zastávat funkci člena bankovní rady více než dvakrát. Jednání bankovní rady předsedá guvernér, v jeho nepřítomnosti jím pověřený viceguvernér. Rada přijímá svá rozhodnutí prostou většinou hlasů, je usnášeníschopná, je-li přítomen guvernér, nebo jím pověřený předsedající viceguvernér a alespoň další tři její členové. V případě rovnosti hlasů rozhoduje hlas předsedajícího.
Jménem České národní banky jedná navenek guvernér. V době jeho nepřítomnosti ho zastupuje jím pověřený viceguvernér. Guvernér nebo jím určený viceguvernér je oprávněn účastnit se s hlasem poradním schůze vlády. Guvernér také předkládá Poslanecké sněmovně nejméně dvakrát ročně zprávu o měnovém vývoji. V tomto případě je oprávněn účastnit se schůze sněmovny a musí mu být uděleno slovo.
Sídlo ústředí ČNB je v Praze, v ulici Na příkopě. Zastoupení ČNB na území ČR se nachází v Praze, Českých Budějovicích, Plzni, Ústí nad Labem, Hradci Králové, Brně a Ostravě.

### Seznam guvernérů
- Josef Tošovský (20. ledna 1993 – 17. prosince 1997)
- Pavel Kysilka (17. prosince 1997 – 22. července 1998, pověřen zastupováním guvernéra)
- Josef Tošovský (23. července 1998 – 30. listopadu 2000)
- Zdeněk Tůma (1. prosince 2000 – 30. června 2010)
- Miroslav Singer (1. července 2010 – 30. června 2016)
- Jiří Rusnok (1. července 2016 – 30. června 2022)
- Aleš Michl (od 1. července 2022)

### Bankovní rada
Členy Bankovní rady jsou:
- Aleš Michl (guvernér) – od 1. 12. 2018, jmenován Milošem Zemanem
- Jan Frait (viceguvernér) – od 1. 7. 2022, jmenován Milošem Zemanem
- Eva Zamrazilová (viceguvernérka) – od 1. 7. 2022, jmenována Milošem Zemanem
- Karina Kubelková – od 1. 7. 2022, jmenována Milošem Zemanem
- Jan Kubíček – od 13. 2. 2023, jmenován Milošem Zemanem
- Jan Procházka – od 13. 2. 2023, jmenován Milošem Zemanem
- Jakub Seidler – od 1. 12. 2024, jmenován Petrem Pavlem

## Kritika
Intervence, které ČNB zahájila roku 2013, rozdělují ekonomy, zda byly správné.
Dne 3. května 2023 guvernér centrální banky Aleš Michl označil vládu ČR a její vysoký schodek státního rozpočtu za viníka vysoké inflace. Proti tomuto vystoupil týž večer premiér Petr Fiala a později i bývalý viceguvernér ČNB a v té době předseda Národní rozpočtové rady Mojmír Hampl, který upozornil, že Ústava ČR i zákon o ČNB stanoví odpovědnost ČNB za cenovou stabilitu, která k naplnění tohoto mandátu má zákonem zaručenu nezávislost na politickém cyklu i na vládě.
Na jednom ze seminářů určených pro finanční experty prohlásil zaměstnanec odboru sankčních řízení ČNB, JUDr. René Kurka, že  „Samozřejmě princip je – o ČNB se nesmí mluvit buďto vůbec, anebo jenom dobře, že jo? Takže ideální je to teďka, že se o ní vůbec nemluví, byť se tam dějou šílený věci.“ Pan Kurka učinil několik podobných výroků během zmíněné přednášky, s narážkami na ignorování či porušení zákona ze strany ČNB. Nahrávka přednášky JUDr. René Kurky byla předložena Nejvyššímu správnímu soudu žalobcem WPB Capital, spořitelním družstvem v likvidaci, ve věci 2 Afs 304/2018. ČNB ve svém vyjádření k žalobě údajně nepopřela obsah výroků svého zaměstnance.

## Předchůdci ČNB
- Bankovní úřad při ministerstvu financí (1919–1926)
- Národní banka Československá (1926–1939 a 1945–1950)
- Národní banka pro Čechy a Moravu v Praze (1939–1945)
- Státní banka československá (1950–1992)